# Jules Vermandele
Jules Camille Henri Vermandele (Meulebeke, 17 augustus 1897 - 4 juni 1984) was een Belgisch senator.

## Levensloop
Hij was een zoon van Cyrille Vermandele en van Emelie Goethals. Hij trouwde in 1923 met Elisa Caenepeel.
Vermandele was actief in de socialistische beweging:
- secretaris van het ABVV Ingelmunster,
- secretaris en voorzitter van de BSP Ingelmunster.

Op politiek vlak was hij:
- gemeenteraadslid van Meulebeke (1933-1937),
- gemeenteraadslid van Ingelmunster (1939-1970),
- lid van de COO Ingelmunster (1947-1970),
- provincieraadslid (1944-1954).

Van 1956 tot 1958 en van 1961 tot 1964 was hij socialistisch senator voor het arrondissement Roeselare-Tielt.